# SCISAT-1
SCISAT-1 é um satélite canadense destinado a fazer pesquisas atmosféricas. Foi lançado em 13 de agosto de 2003 da Base da Força Aérea de Vandenberg, através de um foguete Pegasus XL.

## Instrumentos
- Atmospheric Chemistry Experiment Fourier Transform Spectrometer (ACE-FTS)
- Measurement of aerosol Extinction in the Stratosphere and Troposphere Retrieved by Occultation (MAESTRO)[1]